# تيري إروين (عالم حشرات)
تيري إروين (بالإنجليزية: Terry Erwin)‏ هو عالم حشرات أمريكي، ولد في 1 ديسمبر 1940 في ست. هيلينا في الولايات المتحدة.